# Christy Mathewson
Christopher Mathewson (Factoryville, Pensilvania, 12 de agosto de 1880-Saranac Lake, Nueva York, 7 de octubre de 1925) fue un beisbolista y mánager estadounidense. Jugaba en la posición de lanzador y desarrolló prácticamente toda su carrera en los New York Giants de las Grandes Ligas de Béisbol (MLB). 
Considerado como uno de los mejores pitchers de la historia, Mathewson fue campeón de la Serie Mundial en 1905 con los Giants y fue uno de los cinco primeros jugadores incluidos en la inauguración del Salón de la Fama del Béisbol en 1936.

## Carrera

### Ligas Menores
Nacido en Pensilvania, asistió a la Universidad de Bucknell, donde fue miembro de los equipos de Béisbol y Fútbol americano, además de ser presidente de su clase.
Al salir de la universidad, en 1899, inicia su carrera en la liga de New England, y la siguiente temporada pasa al equipo de Norfolk de la liga de Virginia-Carolina del Norte, donde termina con un récord de 20 ganados y 2 perdidos.
En julio de ese año los New York Giants lo compran al Norfolk por una suma de US$ 1.500, en seis encuentros en los que participa termina con una faja de 0-3 por lo que los Giants, decepcionados por su desempeño lo devuelven a Norfolk y exigen la devolución del dinero. Más tarde los Cincinnati Reds lo reclaman bajo la regla 5 del draft.

### MLB

#### New York Giants
En diciembre de 1900 Cincinnati lo cambia por Amos Rusie y una vez más forma parte de los Giants.
Desde entonces Mathewson inició una exitosa carrera que le llevó a ganar 373 juegos y finalizar con una efectividad de 2.13. Poseía una excelente recta y un muy buen control, además de un lanzamiento "nuevo" llamado entonces fadeball y conocido ahora como screwball, el cual aprendió de su compañero de equipo Dave Williams en 1898.
Fueron famosos sus duelos contra el lanzador Mordecai "Three Finger" Brown, quién ganó la mayoría de estos encuentros. Durante la Serie Mundial de 1905, ganada por su equipo, Mathewson lanzó y ganó tres juegos, todos ellos por blanqueo, siendo la culminación de un año perfecto para el jugador, quien ya había ganado la Triple Corona durante la temporada regular, logrando de nuevo esta hazaña en 1908. 
Fue líder en juegos ganados en 1905, 1907, 1908 y 1910.
Cuando Mathewson finalmente abandona a los Giants, en 1916, estos habían alcanzado otros cuatro títulos de la Liga Nacional.

#### Cincinnati Reds
Hacia el final de la temporada de 1916, en julio, Mathewson fue nuevamente cambiado al equipo que inicialmente lo había contratado y cambiado a los Giants; los Cincinnati Reds esta vez como mánager y jugador, obteniendo una victoria antes de retirarse como beisbolista activo al final de la temporada regular. Continuó durante dos temporadas más como mánager del equipo. Durante ese tiempo volvió a enfrentarse con Mordecai Brown, esta vez ambos desde el banquillo de entrenadores, el 16 de septiembre de 1916, los Reds de Christy obtuvieron una victoria sobre los Chicago Cubs de Brown.

## Últimos años

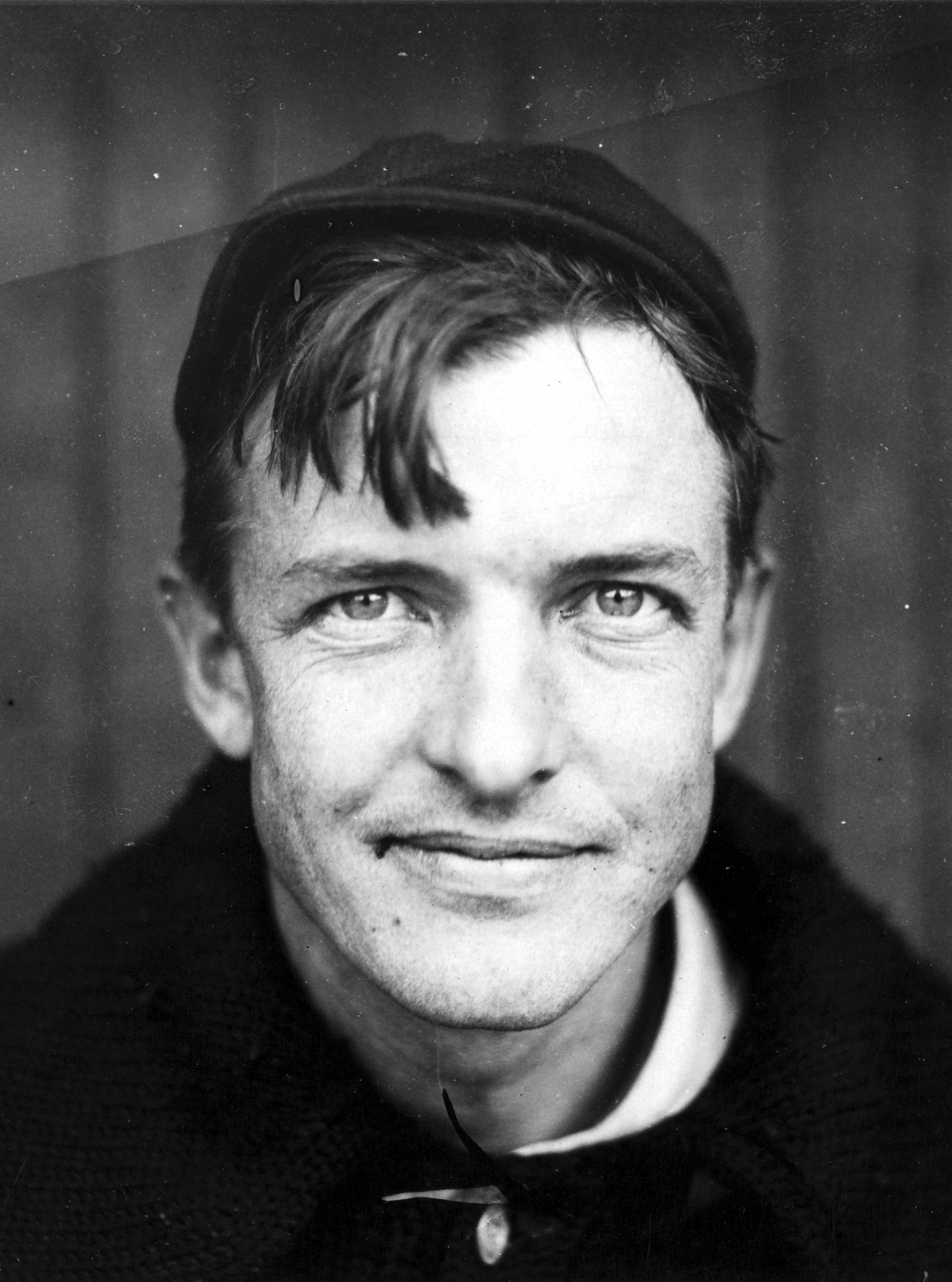
Mathewson.

En 1918 Mathewson se enlistó en el ejército, sirviendo como capitán durante ese año en la Primera Guerra Mundial. Durante un accidente en un ejercicio inhaló gas, lo cual degeneró en una tuberculosis, de la cual finalmente perdería la vida. A pesar de regresar como entrenador a los Giants de 1919 a 1920, pasó la mayor parte de este tiempo luchando contra la enfermedad. En 1923 regresó al béisbol como presidente de los Boston Braves. Dos años después falleció en Saranac Lake, New York. Está enterrado en el cementerio de Lewisburg (Pensilvania).